# Thrasops flavigularis
Thrasops flavigularis är en ormart som beskrevs av Hallowell 1852. Thrasops flavigularis ingår i släktet Thrasops och familjen snokar. Inga underarter finns listade i Catalogue of Life.
Denna orm blir upp till 240 cm lång. Den har en svart ovansida med gula punkter och en svart undersida. Endast strupen är gulaktig.
Arten förekommer i centrala Afrika i Nigeria, Gabon, Kamerun, Kongo-Brazzaville och Kongo-Kinshasa. Honor lägger ägg. Exemplaren lever i låglandet och i bergstrakter upp till 2000 meter över havet. De vistas i skogar och klättrar i träd. Thrasops flavigularis är dagaktiv och har groddjur, små fåglar och gnagare som byten.
För beståndet är inga hot kända. Hela populationen bedöms som stabil. IUCN listar arten som livskraftig (LC).